# 石森達幸
石森 達幸（いしもり たっこう、本名および旧芸名の読みはいしもり たつゆき、1932年1月11日 - 2013年6月5日）は、日本の声優、俳優、ナレーター。アーツビジョン所属。長崎県西彼杵郡高島町（現長崎市）端島出身。

## 来歴
長崎県西彼杵郡高島町（現長崎市）端島で生まれ育ち、幼少期は2号棟に住んでいた。
戦時中は長崎市の高校に寮生活をしながら通っていたが、長崎市での原爆時は端島に帰郷していた。終戦後は端島を離れた。
14歳の時に役者の世界に入る。キャリアは60年以上と長い。長崎の高校を卒業後、役者を目指して上京。
日本大学卒業。テアトル・エコーの創設メンバーの1人。1956年、文学座アトリエ劇団草の会入団。劇団統合により俳優座アトリエ劇団同人会所属。1961年に退団後は東京俳優生活協同組合に所属。その後、演協プロ、太陽プロモーションを経て、最後はアーツビジョンに所属していた。
2012年末まで活動し、晩年は普通に生活していたが、2013年6月5日、心不全のため死去。81歳没。

## 人物・特色
声種はバリトン。方言は長崎弁。
ラジオ時代から声優として活動。
張りのある豊かな声の芝居が魅力的。味のある老人役を演じ、「言論のじじい」の愛称で親しまれていた。
『巨人の星』と『侍ジャイアンツ』の両方の作品では、王貞治役を演じた。
『廃墟賛歌 軍艦島オデッセイ -廿世紀未来島を歩く-』ではみずからが軍艦島出身であることを前面に押し出し、声の出演に留まるものの、当時は高島町立端島小学校・中学校時代は勉強しないで部活ばかりしており、県大会に出場したこと、遊廓があったことや、石森が働いていた炭鉱で事故が起こり鉱夫が亡くなったこと、閉鎖から本土に渡った経緯など自身で多くを語った。
大塚芳忠ら後輩からは恐れられつつも慕われていた。
趣味・特技は読書、映画鑑賞。資格は普通自動車免許。

## 代役・後任
石森の病気療養中や死後、持ち役を引き継いだ人物は以下の通り。
| 代役・後任 | 役名                           | 概要作品                                        | 代役・後任の初担当作品                      |
| ---------- | ------------------------------ | ----------------------------------------------- | ------------------------------------------- |
| 大川透     | センゴク                       | 『ONE PIECE』                                   | 第703話                                     |
| 野島昭生   | 検事                           | 『ポリス・ストーリー/香港国際警察』フジテレビ版 | BD追加録音部分                              |
| 清川元夢   | 原伊丹守 便秘之助              | 『忍たま乱太郎』                                | 第19期                                      |
| チョー     | 多田堂禅                       | 『忍たま乱太郎』                                | 第24期                                      |
| 野川雅史   | フリントハート・グリムゴールド | 『わんぱくダック夢冒険』                        | 『ダックテイルズ』                          |
| 松山鷹志   | きりふき仙人                   | 『それいけ!アンパンマン』                       | TBA                                         |
| 二又一成   | きりふき仙人                   | 『それいけ!アンパンマン』                       | TBA                                         |
| 露崎亘     | ファーンズワース長官           | 『ネメシス』                                    | 完声版追加録音部分                          |
| 佐藤せつじ | 組分け帽子                     | 『ハリー・ポッターシリーズ』                    | 『ホグワーツ・レガシー』                    |
| 茶風林     | 組分け帽子                     | 『ハリー・ポッターシリーズ』                    | アプリゲーム『ハリー・ポッター:魔法の覚醒』 |

## 出演

### テレビアニメ
1965年
- 宇宙人ピピ（ホシヅル）
- ビッグX

1968年
- 怪物くん
- 巨人の星（1968年 - 1971年）

1969年
- 海底少年マリン
- 紅三四郎（長老）

1970年
- アタックNo.1
- サザエさん
- ばくはつ五郎

1972年
- 科学忍者隊ガッチャマン（士官、囚人(2)）
- 樫の木モック（隊長）

1973年
- けろっこデメタン（サワガニ）
- 侍ジャイアンツ（王貞治）

1974年
- 破裏拳ポリマー（ガバニー、フライダー）

1975年
- 宇宙の騎士テッカマン（タスダルワ）

1976年
- ハックルベリィの冒険（男）
- ポールのミラクル大作戦（先生、風の精）

1977年
- あらいぐまラスカル（ハーマン・サンダーランド）
- 家なき子
- 新・巨人の星（1977年 - 1978年）

1978年
- 女王陛下のプティアンジェ（バークレー）
- ペリーヌ物語（セザール）
- 無敵鋼人ダイターン3（マネージャー）
- 無敵超人ザンボット3（男B、野崎副総理〈2代目〉）
- 野球狂の詩（1978年 - 1979年、コーチ、中監督）

1980年
- 宇宙戦士バルディオス（1980年 - 1981年、ナレーター、月影長官）
- 釣りキチ三平（高田）
- 伝説巨神イデオン（1980年 - 1981年、ドバ・アジバ）
- トム・ソーヤーの冒険（エドモンド、サミュエル）
- ベルサイユのばら

1981年
- おはよう!スパンク
- 太陽の牙ダグラム（ブレナー）
- ドラえもん（テレビ朝日版第1期）（1981年 - 1999年、町長、おじいさん、老人、ライオン、長老）
- 忍者ハットリくん

1982年
- 科学救助隊テクノボイジャー（トーマス、ハミルトン）
- 魔境伝説アクロバンチ（所長）

1983年
- 亜空大作戦スラングル（ギルバート総監）
- ガジェット警部
- 銀河疾風サスライガー（神父）
- 装甲騎兵ボトムズ（カルメーニ）
- 超時空世紀オーガス（ロベルト、側近）
- フクちゃん（小和井さん）

1984年
- 機甲界ガリアン（1984年 - 1985年、プロッツ）
- 宗谷物語（社長、山内艦長）
- 名探偵ホームズ（学者）
- パーマン（運転手、マッド博士）

1985年
- おねがい!サミアどん
- 機動戦士Ζガンダム（フランクリン・ビダン）
- 星銃士ビスマルク
- ダーティペア（所長）
- 六三四の剣（権藤先生）

1986年
- 愛少女ポリアンナ物語（牧師）
- 宇宙船サジタリウス（長老）
- 機動戦士ガンダムΖΖ（カラハン）
- ゲゲゲの鬼太郎（第3作）（1986年 - 1987年、源次、大首、穴ぐら入道）

1987年
- 愛の若草物語（ジョーンズ）
- エスパー魔美（芦田）
- シティーハンター（1987年 - 1988年、鬼怒川大造、マルメス大臣、バカロ） - 2シリーズ
- 新メイプルタウン物語（ケント）
- マンガ日本経済入門（船岡、会長）
- ミスター味っ子（1987年 - 1989年、ブラボーおじさん、芝裕之）

1988年
- 小公子セディ（警官）
- 闘将!!拉麵男（月餅）
- ビックリマン（超法師）
- 名門!第三野球部（理事長）

1989年
- アイドル伝説えり子（小田島）
- 悪魔くん（長老）
- ウルトラB（社長）
- 美味しんぼ（1989年 - 1991年、針沢朝雲、社会部部長、房元栄男）
- それいけ!アンパンマン（1989年 - 1993年、やまねこ大王〈初代〉、きりふき仙人〈初代〉、もぐらの長老〈初代〉、モヤシ大王〈初代〉、カメエモンさん〈初代〉）

1990年
- ドラゴンクエスト（バスパ）
- まじかる☆タルるートくん（教頭先生、仙人）
- もーれつア太郎（徳川）
- 桃太郎伝説 PEACHBOY LEGEND（山城屋徳兵衛、勘五郎）
- 私のあしながおじさん（ハーマン・メルノア）

1991年
- OH!MYコンブ（試食太郎）
- キテレツ大百科（和尚）
- 緊急発進セイバーキッズ（天神林松五郎）
- きんぎょ注意報!（警ちゃん）
- キン肉マン キン肉星王位争奪編（1991年 - 1992年、大会委員長、超人の神）
- ゲッターロボ號（レイナ博士）
- 少年アシベ（書道の先生）
- 太陽の勇者ファイバード（源二郎）
- ちびまる子ちゃん（おじいさん）
- トラップ一家物語（ヴォルトマン医師）
- 魔法使いサリー（よし子の父）
- 横山光輝 三国志（1991年 - 1992年、黄蓋）
- 笑ゥせぇるすまん（長井安実）

1992年
- 風の中の少女 金髪のジェニー（ビッグジョー）
- クレヨンしんちゃん（1992年 - 2003年、メケメケY、ぎんぱち、伸田ラーメンのおやじ、にがりや京助、バードウォッチャー 他）
- スーパービックリマン（1992年 - 1993年、スーパーゼウス）
- スペースオズの冒険（ゴドー）
- みかん絵日記（稲垣大造）

1993年
- ツヨシしっかりしなさい（1993年 - 1994年、良造、山金、おじいさん、大川端）
- 忍たま乱太郎（1993年 - 2001年、便秘之介（ナルト城主）〈初代〉、阿部頭守、多田堂禅〈2代目〉 他）
- ムカムカパラダイス（元さん）
- 若草物語 ナンとジョー先生（ページ）

1994年
- おまかせスクラッパーズ（飯田橋博士）
- 機動武闘伝Gガンダム（1994年 - 1995年、瑞山）
- キャプテン翼J（サマン）
- 魔法騎士レイアース（チャンアン〈2代目〉）
- 魔法陣グルグル（店のオヤジ）
- モンタナ・ジョーンズ（コルソ）

1995年
- 愛天使伝説ウェディングピーチ（ダル魔）
- 怪盗セイント・テール（根来）
- 恐竜冒険記ジュラトリッパー（カグラ）
- モジャ公（サンディ）

1996年
- いじわるばあさん（ゲン蔵）
- 怪傑ゾロ（ボンゾ）
- ゲゲゲの鬼太郎（第4作）（1996年 - 1998年、鬼頭、社長、水仙人、茶伊那道士）
- こちら葛飾区亀有公園前派出所（坊那須課長〈初代〉）
- セイバーマリオネットJ（長老）
- はじめ人間ゴン（いしゃ）
- はりもぐハーリー（シーラカンス校長）
- 美少女戦士セーラームーンセーラースターズ（ガラヤン）
- 名犬ラッシー（バーンセン）
- 名探偵コナン（1996年 - 2009年、根岸正樹、塩田平八郎、糟屋有弘、折田精一、高木長介、蒲生良造）
- るろうに剣心 -明治剣客浪漫譚-（絵草紙屋、村長、禰宜）

1997年
- 金田一少年の事件簿（椿陽造）
- 中華一番!（ルオウ大師）
- 手塚治虫の旧約聖書物語（ヨシュア）
- 忍ペンまん丸（沼の主）
- ポケットモンスター（1997年 - 1998年、ババア、サンタクロース）
- マスターモスキートン'99（ホッパー博士）

1998年
- 時空探偵ゲンシクン（老人）
- 星方武侠アウトロースター（老人）
- センチメンタルジャーニー（保坂紀男）
- DTエイトロン（バーチャル世界の人達）
- ふしぎなメルモ （リニューアル版）（吾平）
- MASTERキートン（カリム・ムハマド）

1999年
- 人形草紙あやつり左近（深見潤一郎）
- THE ビッグオー（ティモシー・ウェインライト）
- 週刊ストーリーランド（ナレーション、真鍋勇、岡田茂平）
- それゆけ!宇宙戦艦ヤマモト・ヨーコ（綾乃の祖父）
- 未来少年コナンII タイガアドベンチャー（ドーイン）

2000年
- 風まかせ月影蘭
- 銀装騎攻オーディアン（店長）
- とっとこハム太郎（2000年 - 2006年、長老ハム、モチモチ三太夫、サンタハム） - 2シリーズ

2001年
- 学園戦記ムリョウ（統原阿僧祇）
- 激闘!クラッシュギアTURBO（万願寺宗玄）
- シャーマンキング（日光）
- 逮捕しちゃうぞ SECOND SEASON（高橋）
- ノワール（老人）
- パラッパラッパー（サンタクロース）

2002年
- あたしンち（男性）
- ギャラクシーエンジェル（第2期）（村長）
- サイボーグ009 THE CYBORG SOLDIER（エッカーマン博士）
- 七人のナナ（町長）

2003年
- R.O.D -THE TV-（内田校長）
- ONE PIECE（センゴク〈初代〉）

2004年
- 鉄人28号（官房長官、園長）

2005年
- ガンパレード・オーケストラ（船長）
- CLUSTER EDGE（ベシュロー教授）
- 交響詩篇エウレカセブン（ゴンジイ）
- ゾイドジェネシス（ララダ3世）
- BUZZER BEATER（2005年 - 2007年、ヨシムネ） - 2シリーズ
- MONSTER（おじさん）

2006年
- バーテンダー（来島泰三）
- ワンワンセレプー それゆけ!徹之進（犬山虎之助）

2007年
- 精霊の守り人（ヒビトナン）
- はぴはぴクローバー（ふらり）
- まじめにふまじめ かいけつゾロリ（無口）
- レ・ミゼラブル 少女コゼット（フォーシュルヴァン）

2008年
- 喰霊 -零-（諫山幽）
- 紅（崩月法泉）
- スケアクロウマン（ジョン）

2009年
- スレイヤーズEVOLUTION-R（老人）
- ねぎぼうずのあさたろう（大根のたつざえもん）
- ポケットモンスター ダイヤモンド&パール（ボクゼン）
- ミチコとハッチン（おじさん）

2010年
- 心霊探偵 八雲（国松伸司）
- ソ・ラ・ノ・ヲ・ト（司祭）
- ドラえもん（テレビ朝日版第2期）（おじいの木）
- 鋼の錬金術師 FULLMETAL ALCHEMIST（クセルクセス王）

2011年
- うさぎドロップ（マツイさん）

### 劇場アニメ
1970年
- 巨人の星 宿命の対決

1981年
- 機動戦士ガンダム（リード）

1982年
- 伝説巨神イデオン 発動篇（ドバ）

1988年
- 機動戦士ガンダム 逆襲のシャア（クラップ艦長）
- ドラえもん のび太のパラレル西遊記（金角）

1992年
- 走れメロス

1995年
- サヨナラはお乳の匂い
- MEMORIES「最臭兵器」（医者）

1997年
- 星空のバイオリン（僖久二の父）

1998年
- 蓮如物語（竜玄）

2000年
- 機動戦士ガンダムII 哀・戦士編 特別版（ゴップ提督）

2001年
- アリーテ姫（老臣）

2002年
- 劇場版∀ガンダムI 地球光（イルの長老）
- 千年女優（番頭）

2007年
- 鉄人28号 白昼の残月（官房長官）

2009年
- ONE PIECE FILM STRONG WORLD（センゴク）

2012年
- ONE PIECE FILM Z（センゴク）

### OVA
1986年
- 機甲界ガリアン 天空の章（プロッツ）
- 炎トリッパー（サラリーマンの男）

1988年
- トップをねらえ!（1988年 - 1989年、校長）
- ドミニオン（神父）
- 麻雀飛翔伝 哭きの竜（外田、丸子）

1989年
- イース（クラーゼ）
- 銀河英雄伝説（アップルトン中将）
- 左のオクロック!!（老巡査）
- 魔龍戦紀（平瀬）

1990年
- 暗黒神話（小泉小太郎）
- 校内写生
- マッド★ブル34（アレン署長）
- 緑山高校 甲子園編（宮島商業監督）
- フリテンくん（山口）

1991年
- 機動戦士ガンダム0083 STARDUST MEMORY（将軍）
- ここはグリーン・ウッド（園長）
- サムライダー
- 生命の科学ミクロパトロール（マエストロ）
- 創竜伝
- DETONATORオーガン（フォレストン局長）

1992年
- 紅いハヤテ（清友商事会長）
- KO世紀ビースト三獣士（Dr. パスワード）
- チャイナさんの憂鬱（フランク）
- BASTARD!! -暗黒の破壊神-（1992年 - 1993年、ボン・ジョビーナ）
- 破妖の剣（老剣士）
- 魔動王グランゾート 冒険編（ガスの祖父）

1993年
- KO世紀ビースト三獣士II（Dr. パスワード）
- ジェノサイバー 虚界の魔獣（国防総省長官）
- ハローキティのアルプスの少女ハイジ（アルムじいさん）

1994年
- 青空少女隊（ラーメン屋のオヤジ）
- ワイルド7（遠井）

1995年
- GOLDEN BOY さすらいのお勉強野郎（自転車屋主人）

1997年
- ヴァリアブル・ジオ（謎の老人）

1998年
- ONE PIECE 倒せ!海賊ギャンザック（スキッド）

1999年
- 超神姫ダンガイザー3（GM本社ビル 影）
- ピカチュウのふゆやすみ2000（おじいさん〈サンタ〉）

2000年
- ピカチュウのふゆやすみ2001（サンタクロース）

2001年
- ハム太郎のおたんじょうび〜ママをたずねて三千てちてち〜（長老ハム）

2002年
- 戦闘妖精雪風（南雲）
- とっとこハム太郎 ハムちゃんずの宝さがし大作戦 〜はむはー! すてきな海のなつやすみ〜（長老ハム）

2004年
- とっとこハム太郎 ハムちゃんずのめざせ! ハムハム金メダル 〜はしれ! はしれ! だいさくせん!〜（長老ハム）

2007年
- MURDER PRINCESS（ジョドォ＝エントラシア）

2008年
- やなせたかしメルヘン劇場 ルルン・ナンダーのほし（星の長老）

2010年
- ONE PIECE FILM STRONG WORLD EPISODE:0（センゴク）

### ゲーム
1993年
- ソードマスター（デザフィート、ファーン・イグラッド、ザブラ・ムバ、老竜ビストルス）

1994年
- アドヴァンスト ヴァリアブル・ジオ（増田篤雪）
- アルナムの牙 獣族十二神徒伝説（ギホウ、イン族の長老、ゴウセンの父、ジュツ族長老）
- 聖戦士伝承・雀卓の騎士（ブラス・ハンマ）
- ぽっぷるメイル（マテリアル・ホルン）

1995年
- カルネージハート（ルイノ・オトラント）
- ロックマン・ザ・パワーバトル

1996年
- ありす in Cyberland（石橋老人）
- 究極の倉庫番（人形師）
- 月花霧幻譚〜TORICO〜（マック）
- ソード&ソーサリー（ビオメルダー）
- ロックマン2・ザ・パワーファイターズ（ライト博士、Dr.ワイリー）

1997年
- TILK 〜青い海から来た少女〜（フレデリック）
- バウンダリーゲート（国王）
- プリンセスメーカー ゆめみる妖精（ボトラ）

1998年
- 機動戦士ガンダム ギレンの野望（リード中尉）
- 双界儀（東宗造）
- ファーランドサーガ（ヘルマン3世）
- ファーランドサーガ 時の道標（アルヴィース、ギルドマスター）
- 炎の料理人クッキングファイター好（店のオヤジ）
- ポポローグ（ドグマ）

1999年
- 西遊記（法明長老）

2000年
- SDガンダム GGENERATION（2000年 - 2001年、フランクリン・ビダン、キング・オブ・ハート） - 2作品
- 機動戦士ガンダム ギレンの野望 ジオンの系譜（リード中尉）
- スキャンダル（ラオシュー）

2001年
- ジャック×ダクスター 旧世界の遺産（チーフ村長）

2002年
- 機動戦士ガンダム ギレンの野望 ジオン独立戦争記（リード中尉）

2003年
- アークス・ファタリス（シリブヌラス）

2004年
- ドラゴンボール アドバンスアドベンチャー（ジャッキー・チュン）

2005年
- 第3次スーパーロボット大戦α 終焉の銀河へ（ドバ・アジバ）

2006年
- 交響詩篇エウレカセブン（ゴンジイ）
- JEANNE D'ARC（ベッドフォード卿）
- テイルズ オブ ファンタジア -フルボイスエディション-（藤林乱蔵）

2008年
- 機動戦士ガンダム ギレンの野望 アクシズの脅威（カラハン、リード中尉）
- スーパーロボット大戦Z（ロベルト、ナレーター）

2010年
- Another Century's Episode:R（ロベルト）
- キングダム ハーツ バース バイ スリープ（てれすけ）
- テイルズ オブ ファンタジア なりきりダンジョンX（藤林乱蔵）
- ONE PIECE ギガントバトル!（センゴク）
- ONE PIECE ワンピーベリーマッチW（センゴク）

2011年
- エージェント・クライシス（Mr.バウム）
- 機動戦士ガンダム 新ギレンの野望（リード中尉）
- ONE PIECE アンリミテッドクルーズ スペシャル（センゴク）
- ONE PIECE ギガントバトル! 2 新世界（センゴク）

2012年
- 機動戦士ガンダム 木馬の軌跡（ゴップ提督）
- 機動戦士ガンダム オンライン（ゴップ）
- ONE PIECE 海賊無双（センゴク）

2019年
- ガンダムネットワーク大戦（ゴップ）

### ドラマCD
- ヱデンズボゥイvol.2（天王寺きつね）
- 風の歌、星の道II（ハラルド）
- 仮面の花嫁〜弄花伝〜（堅王）
- 風のスティグマ（黄影龍）※DVD付属ドラマCD
- 豪華客船で恋は始まる（石川孝司）
- CDシアター ドラゴンクエストIII（ラルス一世）
- ソード&ソーサリー（ビオメルダー）
- 低俗霊DAYDREAM（谷）
- DETONATORオーガン触発編（フォレストン局長）
- 天高く、雲は流れ1（トゥヤ老師）
- ブルボンの封印（マザラン）
- 魔神英雄伝ワタル4 CDシネマ3「YOUNGシバラクの冒険」（雷）
- 魔法陣グルグル 〜水晶玉を取り戻せ! 暗闇の中は大コンランですぞ!!〜（ホメット）
- ミスター味っ子（ブラボーおじさん、芝裕之）※カセット
- モンスターメーカー ドラマCD 魔剣デスデリバーを探せ!（ガンダウルフ）
- 薬師寺涼子の怪奇事件簿
  - 東京ナイトメア（丸岡警部）
  - 摩天楼（丸岡警部）

### 吹き替え

#### 映画
- 愛と死の間で（チーチンの父〈ホイ・シウホン〉）
- 愛の嵐（ヤコブ）※日本テレビ版
- 愛の選択（マカライ〈ジョージ・マーティン〉）
- アウトランド
- 赤い河
- 赤い殺意（J・C・フックス警部補）
- 悪魔たち、天使たち（ハリー・ロードリー〈ネイザン・デイヴィス〉、サム・バーロウ〈マイク・ナスバウム〉）
- アデル/ファラオと復活の秘薬（エスペランデュー教授〈ジャッキー・ネルセシアン〉）
- あなたに降る夢（ウォルター・ザクト〈レッド・バトンズ〉）
- アラクノフォビア（アーヴ・ケンダール〈ロイ・ブロックスミス〉）※ソフト版
- アリゲーター（ビル〈ロバート・ドイル〉）※テレビ朝日版
- アリゲーター2（警察署長〈ブロック・ピーターズ〉、ワイノ・ヘンリー）※VHS版
- 暗殺者 ※フジテレビ版
- いまを生きる（ヘイガー〈ジョージ・マーティン〉）※ソフト版
- イヤー・オブ・ザ・ドラゴン（フレッド・ハン）
- インディ・ジョーンズ/魔宮の伝説（リップ・ブランバート〈フィリップ・ストーン〉）※テレビ朝日版
- インディ・ジョーンズ/最後の聖戦（サルタン〈アレクセイ・セイル〉）※フジテレビ版・テレビ朝日版、（ブロディ〈デンホルム・エリオット〉）※テレビ朝日版
- インデペンデンス・デイ（ウィリアム・グレイ将軍〈ロバート・ロッジア〉）※ソフト版
- インナースペース
- ヴェラクルス（チャーリー）※テレビ朝日版
- ウォール街（ルー・マンハイム〈ハル・ホルブルック〉）※フジテレビ版、（チャッキー）※機内上映版
- エア★アメリカ ※日本テレビ版
- エアフォース・ワン（アンドリュー・ウォード司法長官〈フィリップ・ベイカー・ホール〉）※日本テレビ版
- エイリアン・ウォーズ（エミール・ジェステイン医師、保安官、基地司令官）
- エイリアン・ネイション（ヴィクター・ゴールドラップ）※ソフト版
- 駅馬車（ブランチャード少尉）※NET版
- エグゼクティブ・コマンド（副大統領〈マイケル・カバナフ〉）※フジテレビ版
- エグゼクティブ・デシジョン（ホワイト国防長官〈レン・キャリオー〉）※ソフト版
- エクソシスト ディレクターズ・カット版（ランカスター・メリン神父〈マックス・フォン・シドー〉）
- エクソシスト ビギニング（ジェフリーズ〈アラン・フォード〉）
- エマニュエル（ロドリゴ〈ジェラール・ディミグリオ〉）※テレビ朝日版
- L.A.コンフィデンシャル（エリス・ローウ地方検事〈ロン・リフキン〉）※フジテレビ版
- エンティティー 霊体（ウィーバー博士〈ジョージ・コー〉）※テレビ朝日版
- OK牧場の決斗（ヴァージル・アープ〈ジョン・ハドソン〉）※テレビ朝日旧録版
- オーバー・ザ・トップ ※フジテレビ版
- オール・ザ・キングスメン
- 狼たちの街（アール〈エド・ローター〉、署長（ブルース・ダーン〉）※ソフト版
- オスカー（トゥーミー警部補〈カートウッド・スミス〉、エドアルド・プロヴォローン〈カーク・ダグラス〉）
- オズの魔法使 ※NHK版
- 海賊船（ランキラー）
- 帰ってきたベン・ケーシー
- 火山高（チャン・オジャ校長〈ユン・ムンシク〉）
- 火星人ゴーホーム!（大統領〈ロニー・コックス〉）
- カナディアン・エクスプレス（おじいさん〈アンソニー・ホランド〉）※フジテレビ版
- カリフォルニア・ドリーミング（ジェリー）
- 華麗なる陰謀（レフコート〈ジョセフ・ソマー〉）
- ガンジー（総督〈ジョン・ミルズ〉）※フジテレビ版
- カンナさん大成功です!（チェ会長〈キム・ヨンゴン〉）
- カンニング・モンキー 天中拳（二十三面相ウーダン〈カム・コン〉[40]）※フジテレビ版
- がんばれ!ベアーズ（レジーの父）※テレビ朝日版
- 危険な情事（ボブ〈マイク・ナスバウム〉）
- キッド（ラリー・キング）
- キャノンボール（メル〈メル・ティリス〉）※フジテレビ版
- キャノンボール3 新しき挑戦者たち（シーク〈ジェイミー・ファー〉）※TBS版
- キャプテン・ブーリーの大冒険（ブレイク）
- 救命艇（スタンリー〈ヒューム・クローニン〉）※テレビ版
- キングコング ※テレビ朝日旧録版
- グース（キリアン博士〈デヴィッド・ヘンブレン〉）※ソフト版
- クール・ランニング ※ソフト版
- 空爆特攻隊（射撃手）※テレビ朝日版
- クラッシュ・ダイブ 急速潜航（ラング艦長〈マイケル・カバナフ〉）※フジテレビ版
- グレート・ウォリアーズ/欲望の剣（ジョージ神父〈ハンス・ヴィールマン〉）
- グレムリン（モロー先生〈ジョン・C・ベッカー〉）※フジテレビ版
- 黒い罠
- クローンズ（ウォルト〈ブライアン・ドイル＝マーレイ〉）
- 黒馬物語（ロレント）※VHS版
- クロコダイル・ダンディー（フラン、シンプソン）※テレビ朝日版
- クロコダイル・ダンディー2（フランク、ラルフ）※ソフト版
- ゲーム（アンソン・ベア〈アーミン・ミューラー＝スタール〉）※テレビ朝日版
- 血闘（フィリップ〈リチャード・アンダーソン〉）
- 訣別の街（ポール・ザパティ〈アンソニー・フランシオサ〉）
- ゴーストバスターズ2（レニー市長〈デヴィッド・マーギュリーズ〉）※テレビ朝日版、（警視総監〈フィリップ・ベイカー・ホール〉）※フジテレビ版、（精神科医〈ブライアン・ドイル＝マーレイ〉、消防総監）※機内上映版
- コードネームはファルコン
- コールド・ブラッド/殺しの紋章（パドリーノ・リッチ〈ジョセフ・ラグノ〉、ルチアの夫）
- 恋のゆくえ/ファビュラス・ベイカー・ボーイズ（チャーリー〈デイキン・マシューズ〉）※機内上映版
- 恋人たちのパレード（老年期のジェイコブ・ジャンコウスキー〈ハル・ホルブルック〉）
- 交渉人（グラント・フロスト〈ロン・リフキン〉）※テレビ朝日版
- 荒野の用心棒（アントニオ・バクスター〈ブルーノ・カロテヌート〉）※NET版・テレビ朝日版
- 告白（ジャック・アムステルダム〈チャールズ・ダーニング〉）
- ゴッド・ギャンブラー（シン、医師〈デニス・チャン〉）※VHS版
- コットンクラブ（ソル・ワインスタイン）※TBS版
- コナン・ザ・グレート ※テレビ朝日版
- 殺したい女（フランク・ベンダー警部〈アート・エヴァンス〉）
- 13ウォーリアーズ（フロズガル王〈スヴェン・ヴォルテル〉）
- 最前線物語
- サイレント・パートナー（チャールズ・パッカード店長〈マイケル・カービー〉）
- サウス・キャロライナ/愛と追憶の彼方（リース・ニューバリー）
- ザ・シークレット・サービス（サム・キャンパーナ〈ジョン・マホーニー〉）※ソフト版
- ザ・ハリケーン
- ザ・ハルマゲドン/ワーロック リターンズ（フランクス〈R・G・アームストロング〉）
- ザ・フラッシュ（ヘンリー・アレン〈M・エメット・ウォルシュ〉）※VHS版
- ザ・プレイヤー（ディック・メロン〈シドニー・ポラック〉）※テレビ朝日版
- ザ・リバー（スウィック〈ジャック・スターレット〉）
- ザ・ワイルド（スタイルズ〈L・Q・ジョーンズ〉）※ソフト版
- 三人のあらくれ者（ボーリガード・ソンダース〈トム・トライオン〉）
- 3人のゴースト（ヤンツ〈トニー・ステッドマン〉）
- シー・オブ・ラブ（ドアマン）※テレビ朝日版
- シークレット ウインドウ（保安官〈レン・キャリオー〉）
- シークレット・レンズ（マロリー〈レスリー・ニールセン〉）
- シーバース/人喰い生物の島（ギルボー）
- ジェルミナル（ボンヌモール〈ジャン・カルメ〉）
- 史上最大の作戦（ゲルト・フォン・ルントシュテット元帥〈パウル・ハルトマン〉）※テレビ東京版
- シティヒート（ルイ、ドック・ルーミス〈アーサー・マレット〉）※フジテレビ版
- 死亡遊戯（チャーリー〈ジェームス・ティエン〉）
- じゃじゃ馬ならし（カーティス〈ジャンニ・マグニ〉）
- ジャッキー・チェンの醒拳（チン・ペイ〈王中剣〉）※日本テレビ版
- ジャック（マギー校長）※フジテレビ版
- シャドー・チェイサー2（エドワード・ジョンソン）
- シャンハイ・ヌーン（チョンの叔父）※テレビ朝日版
- 上海ブルース（人力車の爺さん）
- 13日の金曜日（ティアニー〈ロン・キャロル〉）
- シュガー・ヒル（アーサー・ロメロ・スカッグス〈クラレンス・ウィリアムズ3世〉）
- ジョーズ ※日本テレビ版
- 新・猿の惑星（アーサー、枢機卿、ディック）
- 紳士は金髪がお好き（警察官）※フジテレビ版
- 新・桃太郎3/聖魔大戦（街の館の主人）
- スーパー・マグナム（イーライ・カプロフ〈レオ・カーリビアン〉）※テレビ朝日版
- スーパーマンIV/最強の敵（レヴォン・ホーンズビー〈ドン・フェローズ〉）
- 推定無罪（ライオネル・ケネリー）※ソフト版
- スウォーズマン 剣士列伝（東廠の長官〈ラウ・シュン〉）
- スクリーム・チーム/ぼくらの幽霊退治（フランク・カーライル）
- 頭上の脅威
- ステート・オブ・グレース（フィン〈バージェス・メレディス〉）※VHS版
- スティーブン・キング/アーバン・ハーベスト2（ロブ・ラーソン医師〈ウィリアム・ウィンダム〉）
- ストレイト・ストーリー（ライル・ストレイト〈ハリー・ディーン・スタントン〉）
- スパイダー パニック!（フロイド〈ロイ・ゲイントナー〉）※テレビ東京版
- 300 〈スリーハンドレッド〉
- スリー・リバーズ（ヴィンス・ハーディ〈ジョン・マホーニー〉）※ソフト版
- スリル・オブ・ゲーム〜詐欺師からの誘惑（ジョーイ〈マイク・ナスバウム〉）
- 精神病棟（ベリチェック〈ヘンリー・ギブソン〉）
- 聖なる狂気（クインシー〈ルー・マイヤーズ〉）
- 0086笑いの番号（西ドイツ代表）
- 戦争と冒険（老年期のウィンストン・チャーチル〈サイモン・ウォード〉）
- ソウル・フード（ピートおじさん）
- 続・赤毛のアン/アンの青春（トーマス・リンド〈デヴィッド・ヒューズ〉）※ソフト版
- 続・黄金の七人 レインボー作戦（アンソニー）※テレビ朝日版
- 続・恐竜の島（ウィッビー中尉〈リチャード・ルパルメンティエ〉）※日本テレビ版
- ゾンビコップ（Mr.スール〈ケイ・ルーク〉）
- ダークシティ（ミスター・ブック〈イアン・リチャードソン〉）※ソフト版
- ダーティハリー2（ウォルター〈ジャック・コスリン〉）※テレビ朝日版
- ダーティハリー3
- ターミナル・ベロシティ（FAAの検査官、ロシアのお偉いさん）※テレビ朝日版
- 大逆転（ランドルフ・デューク〈ラルフ・ベラミー〉）※テレビ朝日版
- 大空港（メル・ベイカーズフェルド〈バート・ランカスター〉）※日本テレビ新録版
- 対決（上級曹長〈デイル・ダイ〉）※VHS版
- ダイ・ハード2（レスリー・バーンズ〈アート・エヴァンス〉）※ソフト版
- ダイヤモンドの犬たち（ケラー〈フランク・シェリー〉）
- 大陸横断超特急（ジェリー・ジャーヴィス〈フレッド・ウィラード〉）※日本テレビ版
- ダウンタウン（ベン・グラス警視〈フランク・マッカーシー〉）
- TAXi②（国防大臣）※フジテレビ版
- Touch タッチ（ネスター神父）
- 007シリーズ
  - 007/ダイヤモンドは永遠に（M〈バーナード・リー〉）※TBS新録版
  - 007/死ぬのは奴らだ（M〈バーナード・リー〉）※TBS新録版
  - 007/私を愛したスパイ（M〈バーナード・リー〉）※TBS新録版
  - 007/ユア・アイズ・オンリー（司令官）※TBS版
  - 007/オクトパシー（M〈ロバート・ブラウン〉）※TBS版
  - 007/美しき獲物たち（オーベルジン〈ジャン・ルージュリー〉）※TBS版
  - 007/リビング・デイライツ（M〈ロバート・ブラウン〉）※TBS版
  - 007/消されたライセンス（M〈ロバート・ブラウン〉）※TBS版・JAL機内上映版
  - ネバーセイ・ネバーアゲイン（Q〈アレック・マッコーエン〉、コーバック）※フジテレビ版
- ダブルボーダー（ハンク・ピアソン保安官〈リップ・トーン〉）
- タワーリング・インフェルノ（消防副署長〈ダブニー・コールマン〉）※TBS版
- チャイニーズ・ウォリアーズ（ミンミンのおじ〈クー・フェン〉）
- 沈黙の要塞（ヒュー・パーマー、ジョン・ストークス）※ソフト版
- ツインズ（ミッチェル・トレイヴン〈ネヘマイア・パーソフ〉）※ソフト版
- D&D 完全黙秘（署長）
- D2 マイティ・ダック（ヤン〈ヤン・ルーベス〉）
- ティファニーで朝食を（シド・アーバック）※フジテレビ版
- ディック・トレイシー（アトニー・ジョン・フレッチャー検事〈ディック・ヴァン・ダイク〉）
- 天使の自立（マグワイア、チルドレス警部）
- トイ・ソルジャー（FBI長官補佐オーティス・ブラウン）※フジテレビ版
- 12モンキーズ（ドクター・フレッチャー〈フランク・ゴーシン〉）※ソフト版
- 透明人間（バーナード・ワックス〈ジム・ノートン〉）※テレビ朝日版
- 突撃隊（ルーミス大尉〈ジョセフ・フーバー〉）
- トラ・トラ・トラ!（トーマス・フィリップス、アグアイヤー軍曹、秘書官 他）
- ドランクモンキー 酔拳（食堂の店主）※フジテレビ版
- トランザム7000VS激突パトカー軍団（ドン・ウィリアムズ）※テレビ朝日版
- トワイライトゾーン/超次元の体験（ミスター・ワインスタイン〈マーティン・ガーナー〉）
- ナイルの宝石 ※フジテレビ版
- 2番目に幸せなこと（リチャード・ウィテカー〈ジョセフ・ソマー〉）
- ニューヨーク1997（国務長官）
- ニューヨーク東8番街の奇跡（フランク・ライリー〈ヒューム・クローニン〉）※フジテレビ版
- ネバダ・スミス（ハリー）※フジテレビ版
- ネメシス（ファーンズワース長官 / サム〈ティム・トマーソン〉）
- バード・オン・ワイヤー ※テレビ朝日版
- バードケージ（ケヴィン・オマリー上院議員〈ジーン・ハックマン〉）※ソフト版
- ハード・ターゲット（モートン監察医〈マルコ・セント・ジョン〉）※フジテレビ版
- バーニーズ あぶない!?ウィークエンド（ポーリー）
- BARに灯ともる頃（ピエトロ）
- パール・ハーバー（チェスター・W・ニミッツ提督）※ソフト版
- 背信の日々（ライル）
- ハウスシッター/結婚願望（ラルフ）
- 墓石と決闘（シャーマン・マクマスター〈モンテ・マーカム〉、ヴァージル・アープ）
- バック・トゥ・ザ・フューチャー（サム・ベインズ〈ジョージ・ディセンゾ〉）※テレビ朝日版・フジテレビ版
- バック・トゥ・ザ・フューチャー PART2（テリー〈チャールズ・フライシャー〉）※ソフト版
- バック・トゥ・ザ・フューチャー PART3（酒場の老人3〈ダブ・テイラー〉）※ソフト版
- バックトラック（レオ・カレリ〈ジョー・ペシ〉）
- ハックフィンの大冒険（キング〈ジェイソン・ロバーズ〉）
- バットマン オリジナル・ムービー（オハラ警部、リンドン・B・ジョンソン大統領〈ヴァン・ウィリアムズ〉）※ソフト版
- パットン大戦車軍団 ※日本テレビ新録版
- ハドソン・ホーク（枢機卿、ナレーション〈ウィリアム・コンラッド〉）※ソフト版
- バトルクリーク・ブロー（ローラーレース・ジャッジマン〈ラリー・ドレイク〉）
- 花嫁のパパ2（ジョン・マッケンジー〈ピーター・マイケル・ゴーツ〉）
- バチカンの嵐（ルチオ〈ジョー・スピネル〉、司教）
- パパ/ずれてるゥ!（トニー）
- バラキ（ラッキー・ルチアーノ〈アンジェロ・インファンティ〉）※テレビ朝日版
- パラダイス・パラダイス（ガノン〈ジェームズ・ウォン〉）
- ハリー・ポッターシリーズ（組分け帽子〈レスリー・フィリップス〉）
  - ハリー・ポッターと賢者の石
  - ハリー・ポッターと秘密の部屋
  - ハリー・ポッターと死の秘宝 PART2
- パリの恋人（神父）※機内上映版
- バレット モンク（コジマ〈マコ岩松〉）※ソフト版
- ハロウィンII（ミクスター〈フォード・レイニー〉）
- ハンター（ワーブロー警部補）※フジテレビ版
- バンドレロ（ジョー・チェイニー）
- ハンナとその姉妹（エヴァン〈ロイド・ノーラン〉）
- ビーグル犬 シャイロ（ウォーレス〈ロッド・スタイガー〉）
- ビーグル犬 シャイロ2（ウォーレス〈ロッド・スタイガー〉）
- ピースメーカー（ガーネット将軍〈ジム・ヘイニー〉）※ソフト版
- 引き裂かれたカーテン（ホテル旅行案内係）※フジテレビ版
- 必死の逃亡者（サム・コービッシュ〈ロバート・ミドルトン〉）※テレビ東京版
- ビバリーヒルズ・コップ3（アンクル・デイブ・ソーントン〈アラン・ヤング〉）※テレビ朝日版
- ビューティフル・マインド（ヘレンジャー〈ジャド・ハーシュ〉）
- ビルとテッドの大冒険（ソクラテス〈トニー・スティードマン〉）
- ヒンデンブルグ（ナピア少佐〈ルネ・オーベルジョノワ〉）※日本テレビ版
- ブーメランのように（パスカル）
- フィスト・オブ・レジェンド/怒りの鉄拳（ノンおじさん）
- フェア・ゲーム
- ブラック・ナイト（レオ王〈ケヴィン・コンウェイ〉）
- PLANET OF THE APES/猿の惑星（サンダー〈デビッド・ワーナー〉）※ソフト版
- フラバァ・デラックス（マードック判事、ハンメル〈ウィリアム・デマレスト〉）
- フランケンシュタイン（ウォルドマン教授〈ジョン・クリーズ〉）※ソフト版
- フリーキー・フライデー（チャールズ・ディルク校長）
- ブルース・ブラザース（ドナルド・ダック・ダン、モーリー・スライン）※フジテレビ新録版
- ブロードウェイのダニー・ローズ（ジャッキー・ゲイル）
- プロジェクト・イーグル（ホテル支配人）※ソフト版
- プロジェクトA（イギリス海軍提督）※テレビ朝日版
- フロム・ヘル（ウィリアム・ガル卿〈イアン・ホルム〉）※ソフト版
- ベスト・フレンズ・ウェディング（ジョー・オニール〈M・エメット・ウォルシュ〉）※日本テレビ版
- ベン・ハー（グラトゥス総督）※日本テレビ新録版
- ホーカス ポーカス（魔王〈ゲイリー・マーシャル〉）
- ボディガード（ロータリークラブ会長〈バート・レムゼン〉）※フジテレビ版
- ポリス・ストーリー/香港国際警察（検事）※フジテレビ版
- ホワイトハウス狂騒曲
- マキシー 素敵な幽霊（ビショップ・キャンベル〈バーナード・ヒューズ〉）
- M★A★S★H マッシュ（レーダー・オライリー伍長）※フジテレビ版
- マネー・ピット（ウォルター父〈ダグラス・ワトソン〉、モンゴメリー・シュラップ）※ソフト版
- マペットめざせブロードウェイ!（マーティン・プライス〈ダブニー・コールマン〉、エド・コッチ）※CBS/FOXビデオ版
- マリー・アントワネットの首飾り（裁判長）
- マンハッタン・ラプソディ（ヘンリー・ファイン〈ジョージ・シーガル〉）
- Mr.Boo!ミスター・ブー（チュン・モック）
- ミスタア・ロバーツ（ステファスキー〈ハリー・ケリー・ジュニア〉）※テレビ朝日版
- ミセス・ダウト
- ミッドウェイ（米軍暗号解読班将校 他）※テレビ朝日版
- 皆殺しのガンファイター（アル）
- ミラクル・ファイター（カオ〈エディ・コー〉）
- ミラクル・ボーイ/消えてのぞいてサァ大変!（セオドア〈ブラザー・セオドア〉）
- 燃えよデブゴン（総支配人）
- 燃えよデブゴン10 友情拳（ライ〈タイガー・ヤン〉）
- モンキー・リーグ/史上最強のルーキー登場（監督〈ジャック・ウォーデン〉）
- 闇の標的（デヴァン）
- ヤングガン2（ビーヴァー・スミス〈トレイシー・ウォルター〉）※フジテレビ版
- ユー・ガット・メール（スカイラー・フォックス〈ジョン・ランドルフ〉）※フジテレビ版
- 雪だるま超特急（ファウラー〈デヴィッド・ホワイト〉、ウェインライト）
- 雪に咲いたバラ（シュルツ〈ミロサブ・アレシック〉）
- ユニバーサル・ソルジャー（ガソリンスタンドの店主）※テレビ朝日版
- 夢のチョコレート工場（ジョー爺さん〈ジャック・アルバートソン〉）
- 夜の大捜査線（ジェス〈カリル・ベザリール〉）※テレビ朝日版
- 鎧なき騎士（アクセルスタイン）※テレビ東京版
- 48時間PART2/帰って来たふたり（刑務所長）※ソフト版
- ラスト・アクション・ヒーロー（ニック〈ロバート・プロスキー〉）※ソフト版
- リッチー・リッチ 夢のマシンをとりもどせ!（ハーバート・アーサー・ランシブル・キャドベリー）
- リトル・インディアン（軍医〈ウォルター・ブルック〉）
- リトル・プリンセス 小公女（デュファージュ）
- ルール（アダムズ学長〈ジョン・ネヴィル〉）
- 霊幻道士6 史上最強のキョンシー登場!!（先生〈フォン・ツイファン〉）
- レディホーク（インペリアス〈レオ・マッカーン〉）※TBS版
- ロードハウス/孤独の街（エメット）※VHS版
- RONIN（ジャン＝ピエール〈マイケル・ロンズデール〉）※ソフト版
- ローマの休日（プロブノ将軍〈トゥリオ・カルミナティ〉）※日本テレビ版
- ローヤル・フラッシュ（巡査部長〈ボブ・ホスキンス〉）
- ロケッティア（W・C・フィールズ）※ソフト版
- ロサンゼルス（マクリーン上院議員）※テレビ朝日版
- ロシア・ハウス（ウォルター〈ケン・ラッセル〉）
- ロジャー・ラビット（ベビー・ハーマン、ダフィー・ダック、シルベスター・キャット）
  - おなかが大変!
  - ローラー・コースター・ラビット
  - キャンプは楽しい
- ロスト・イン・スペース（ビジネスマン〈エドワード・フォックス〉）※日本テレビ版
- ロッキー3（市長）※TBS版
- ロボコップ3（ザック〈スタンリー・アンダーソン〉）※ソフト版
- ワーロック ※テレビ朝日版
- 101（牧師）※ソフト版
- 102（バトン）

#### ドラマ
- アガサ・クリスティー ミス・マープル 復讐の女神（ローレンス・レイバン〈ジョージ・コール〉）
- 悪魔の異形 #2（ジャック・ロズウェル、セドリック）
- アボンリーへの道（社員 他）
- ER緊急救命室
  - シーズンI（ホジンスキー）
  - シーズンII（スタビー〈フレッド・ピンカード〉）
  - シーズンIV（バムガーナー〈トム・トロープ〉、オリバー）
  - シーズンIX（マーティー）
- 宇宙大作戦（マトソン、デュバル、シュラス大使、リンク博士、グリーン大佐 他）
  - シーズン2 #4（ウィルソン）
  - シーズン3 #20（トンゴ・ラドー）
- エイリアス 2重スパイの女（マッカロー〈アンガス・スクリム〉）
- X-ファイル ※ソフト版
  - シーズン2 第24話「カニバル」（ウォルター・チャコ〈ジョン・ミルフォード〉）
  - シーズン3 第20話「執筆」（ホセ・チャン〈チャールズ・ネルソン・ライリー〉）
  - シーズン4 第24話「ゲッセマネ」（マイケル・クリツフガウ〈ジョン・フィン〉）
  - シーズン5 第1話「帰還」（マイケル・クリツフガウ〈ジョン・フィン〉）
- エド（スタッキービル・スタン）
- 狼女の香り（イアンの父〈アーサー・コックス〉）
- 俺がハマーだ!
  - シーズン1 #3（サム・スタインウェイ）
  - シーズン2 #11（クロード・ゴールドファンガー〈マイケル・エンサイン〉、マイロ・タイアップ）、#13（マイク・ポルツ大佐）
- オン・ジ・エアー（アナウンサー〈エヴェレット・グリーンバウム〉）
- 華麗なるペテン師たち シーズン4（レスター〈ジョン・カーライル〉）#4
- 騎馬警官2（リトバァク〈ミルトン・バール〉）
- 恐竜家族（レス）
- 緊急出動!L.A.ファイターズ（ディック・コフィ〈ブライアン・スミアー〉）
- 刑事コロンボシリーズ
  - 刑事コロンボ 第三の終章（スイニー）
  - 刑事コロンボ ビデオテープの証言（警察官）
  - 刑事コロンボ 忘れられたスター（ランズバーグ医師〈ロス・エリオット〉、シーゲル警部）
  - 刑事コロンボ 秒読みの殺人（アル・ステーリイ〈ジョー・ウォーフィールド〉）
  - 刑事コロンボ 策謀の結末（船長）
  - 新・刑事コロンボ 幻の娼婦（ティーバ奏者）
  - 新・刑事コロンボ 殺意のキャンパス（シドニー・ハマー医師〈ジョージ・コー〉）
  - 新・刑事コロンボ だまされたコロンボ（会見場の刑事〈ブルース・カービー〉）
  - 新・刑事コロンボ 完全犯罪の誤算（モントゴメリー知事〈アーサー・ヒル〉）
  - 新・刑事コロンボ 殺人講義（ジョージ・ジョンソン博士〈スティーヴン・ギルボーン〉）
  - 新・刑事コロンボ 死を呼ぶジグソー（課長）
- 刑事ナッシュ・ブリッジス（天使のおっさん / ピーター・スペルマン〈トレイシー・ウォルター〉）
- コールドケース 迷宮事件簿
  - シーズン3（バーディ〈現在〉〈ジェームス・グリーン〉）
  - シーズン5（ダニエル・パターソン〈現在〉〈ロニー・コックス〉）
- ザ・ソプラノズ 哀愁のマフィア（コラード・ソプラノ・ジュニア〈ドミニク・キアネーゼ〉）
- ザ・プリテンダー 仮面の逃亡者（老人）
- 三国志演義（厳畯、孫乾、筍ベン、ショウテイ）※NHK-BS2版
- ジェシカおばさんの事件簿（クリフ〈ジャック・カーター〉 他）
- シャーリー・ホームズの冒険（オー・ヘンリー博士〈ジョン・ネヴィル〉）
- シャーロック・ホームズの冒険
  - 踊る人形（マーチン警部）
  - 悪魔の足（警部〈フランク・モーレイ〉）
  - 這う人（マクフェイル）
- ジャックと豆の木 〜あなたの知らない物語〜（マゴグ〈リチャード・アッテンボロー〉）
- 小公女（バロー、大佐）
- 私立探偵マグナム シーズン1 #16（ウィンダム・ジャクソン〈ジョン・アイアランド〉）
- 新アウターリミッツ（ジョー・”マッドマン”・デール〈ビル・コッブス〉、ハーバート）
  - シーズン1 #11（ブラッド）
- 新・アンタッチャブル（キング）
- 新スーパーマン（エドウィン・グリフィン〈ハロルド・グールド〉）
- 新スタートレック（ダウド人、ケビン・オックスブリッジ〈ジョン・アンダーソン〉、ダーケン首相〈ジョージ・コー〉、ナカムラ提督〈クライド・クサツ〉、ベン・マックスウェル艦長〈ボブ・ガントン〉、サミュエル・クレメンズ〈ジェリー・ハーディン〉、カール・ゴッチ〈レイ・ウォルストン〉）
- 新スパイ大作戦
  - ホログラム-幻影-（ヴァイオリニスト、作業員）
  - 悪魔の儀式（チャリス）
  - 核弾頭爆発3秒前（民衆）
- スタートレック:ディープ・スペース・ナイン（ジョセフ・シスコ〈ブロック・ピーターズ〉、ギデオン・セイエティク教授〈リチャード・カイリー〉、クバス・オーク〈バート・レムゼン〉 他）
- スパイ大作戦
  - 脱出口（ビター）
  - 殺人者の罠（エドモンド・コンスタンティン）
  - 毒には毒をもて！（ガント）
  - 指令なき作戦計画（ホークス）
  - 架空殺人事件（グーン、看護人）
- 第一容疑者7 裁かれるべき者（バールトン）
- たどりつけばアラスカ（ネッド〈ロバーツ・ブロッサム〉）
- ダンディ2 華麗な冒険 #11（グラント）、#16（サントス署長）
- 探偵レミントン・スティール（ローウェル・マッケンジー〈ジェリー・ハーディン〉）
- チャームド 〜魔女3姉妹〜（アール〈バーニー・コペル〉）
- 超音速攻撃ヘリ エアーウルフ
  - シーズン2 #12（ジェニングス・ルドルフ所長）、#19（サラの父）
  - シーズン3 #5（ヴィクター・ヤネック）
- デスパレートな妻たち3（ルパート・キャバノー執事〈イアン・アバークロンビー〉）
- 特捜刑事マイアミ・バイス
  - シーズン1 #7（マッキンタイア）、#16（ロベルト・マルケス）
  - シーズン3 #1（バニー・ベリガン〈ポール・グリーソン〉）、#15（ジャック・コールマン〈ブラッド・サリヴァン〉）、#23（オクボルグ）
  - シーズン4 #6（ホルヘ・クルーズ〈アルフォンソ・アラウ〉）
- 特捜警部アイシャイド（フィナティ警部〈アラン・オッペンハイマー〉）
- 特捜班CI-5（ハルトン）
- ドクタークイン 大西部の女医物語（クラッケン〈ドナルド・ビショップ〉、トーマス牧師）
- 特攻野郎Aチーム
  - シーズン1 #2（シーラの父）
  - シーズン2 #2（チャウ将軍）、#5（バレン将軍）、#7（ダントン）
  - シーズン3 #18（ジャバー）
  - シーズン4 #3（ニコラス・ペリー）
  - シーズン5 #3（アンダーウッド大尉）、#12（ジョージ・ネムチェック）
- となりのサインフェルド（シド〈ビル・アーウィン〉）
- ナイトライダー
  - シーズン1 #5（ルクレア〈ロジャー・ティル〉）
  - シーズン2 #12（チャーリー・グレンジャー〈アート・ランド〉、コリス）、#19（ジョン・ラグスディール）
  - シーズン3 #11（ルイス〈アラン・オッペンハイマー〉）
- ナルニア国物語（ベルン卿）
- NY市警緊急出動部隊 トゥルー・ブルー（マイク・ダフィ巡査部長〈ディック・ラテッサ〉）
- バーナビー警部（スティーブン〈リチャード・ブライアーズ〉）
- 犯罪捜査官ネイビーファイル（パーシヴァル・バートラム〈バリー・コービン〉）
- ヒルストリート・ブルース（スタン・ヤブロンスキー〈ロバート・プロスキー〉）
  - シーズン1（マーヴ）
- ファミリータイズ シーズン3 #15（ジョン・ハンコック〈ジェームズ・クロムウェル〉）
- フェーム/青春の旅立ち シーズン1 #9（クリーズ）
- フェアリーテール・シアター 白雪姫と七人の小人（狩人）
- ふたりは友達? ウィル&グレイス（評論家〈バート・グッドマン〉）
- フルハウス（管理人）
- プロヴァンスの秘密（サミュエル〈パスカル・ヴィニャル〉）
- ボーイ・ミーツ・ワールド（ビーミス判事、ハーバート、ネルソン）
- 冒険野郎マクガイバー（ジョー・ロズウェル〈ジャック・マクギー〉）
  - シーズン1 #12（将校）、#16（アントン・ブーラク）、#18（オスロー〈ラッセル・ジョンソン〉）
- ミス・マープル スリーピング・マーダー（シムズ、ペンローズ医師）
- 名探偵ポワロ ※NHK版
  - ジョニー・ウェイバリー誘拐事件（補修屋）
  - 消えた廃坑（中国人の男）
  - マースドン荘の悲劇（庭師ダンバース）
  - 黄色いアイリス（ペレイラ将軍〈ステファン・グリフ〉）
  - 愛国殺人（舞台の役者、管理人）
- 名探偵モンク
  - シーズン2（レイモンド・トリヴァー〈マイケル・エンサイン〉）
  - シーズン7（老カウボーイ・ハルク〈ジャック・ベッツ〉）
- ヤングライダーズ（ベインズ判事、カーティス、カウボーイ2 他）
- 愉快なシーバー家（ジミー〈ダグラス・シール〉）
- 世にも不思議なアメージング・ストーリー シーズン1 #6（ジミー）、#15（マイク・マロイ〈ダグラス・シール〉）
- ラブ・ボート #7（フレッド・ビーティ〈デヴィッド・ホワイト〉）
- ロンサム・ダブ（ペドロ・フロレス）
- わんぱくフリッパー シーズン1 #24（ショーン・マッコイ）※VHS版

#### 海外人形劇
- 海底大戦争 スティングレイ サイクロン・ジェット機出動（軍曹）
- サンダーバード
  - ニューヨークの恐怖（センチネル号副長クレイトン）
  - 公爵夫人の危機（カジノのディーラーA、税関の係員）
- ジョー90 地獄の生き埋め（チャーリー）
- ロンドン指令X コンピューター・スパイ（ロンドン管制塔）

#### アニメ
- アイアンマン（イン・セン）
- アニマニアックス（アルバート・アインシュタイン）
- アラジンの大冒険（長老、シェフ、ナレーター）
- 王様と私（オートン船長）
- ザ・シンプソンズ（ハイマン・クラストフスキー〈初代〉、チェスター・J・ランプウィック、ヴィンセント・プライス 他）
- ダックテイル（フリントハート・グロムゴールド）
- タンタンの冒険旅行（ベン・カリシュ・エザブ殿下、シルク）
- チップとデールの大作戦（ペリカン、アルフォンス、サディアス）※新吹き替え版
- ディック・トレイシー（ジルバ〈ストゥージ・ヴィラー〉）
- バットマン
- パパはグーフィー
- ピーターパン（ブラック・マーフィ）※TBS版
- ピンクパンサー（ダイヤ、オウム）
- わんわん物語II（スパーキー〈ミッキー・ルーニー〉）
- トムとジェリーキッズ（ドルーピー（1992年ビデオ版））

### テレビドラマ
- 江戸川乱歩シリーズ 明智小五郎「二つの顔の男 猟奇の巣より」（1970年5月16日、東京12チャンネル）
- 火曜日の女シリーズ「人喰い」（1970年、NTV）
- 妻の再婚（1980年 フジテレビ）
- 七人の刑事（TBS）

### 映画
- せんせい（1983年）

### 人形劇
- 恐竜家族（レス）

### 特撮
- 星獣戦隊ギンガマン（傀儡太夫の声）

### ナレーション
- 東京ドームシティTVCM
- サイエンスチャンネル
- DVD 廃墟賛歌 軍艦島オデッセイ -廿世紀未来島を歩く-（ナレーション）
- ミッドナイトアートシアター（支配人の声）

### ボイスオーバー
- NHKスペシャル（NHK総合）
- BS世界のドキュメンタリー（NHK-BS1）
- BBCセレクション（NHK-BS1）

### プラネタリウム
- あすたむらんど徳島「羊の宇宙」（アルベルト）
- ピーターパンvsフック船長 〜星空の対決〜（酋長）

### その他コンテンツ
- こどもにんぎょう劇場「たからげた」（おじいさん）
- 機動戦士ガンダム0079カードビルダー（ゴップ提督）
- 競輪ものしり博士（博士）
- パチスロ「エージェント・クライシス」（Mr.バウム）
- ロジャーラビットのカートゥーンスピン（ベビー・ハーマン）

### シリーズ一覧
1. ↑  第1期（2005年）[35]、第2期『2nd Quarter』（2007年）[36]
2. ↑  『F』（2000年）、『F.I.F』（2001年）